# Schweiziska supercupen (volleyboll, damer)
Schweiziska supercupen i volleyboll för damer är en årlig supercup för klubblag i Schweiz som organiseras av Swiss Volley. Den spelas vanligen i september/oktober (d.v.s. i början av säsongen sett ur ett klubbperspektiv).

## Upplagor
| Säsong               | Säsong        | Podium                        | Podium                        |
| År                   | Spelplats     | Guld                          | Silver                        |
| -------------------- | ------------- | ----------------------------- | ----------------------------- |
| 2004 mer information |               | Volleyball Franches-Montagnes | VC Kanti                      |
| 2005 mer information |               | Volley Köniz                  | VC Kanti                      |
| 2006 mer information |               | Voléro Zürich                 | Volley Köniz                  |
| 2007 mer information |               | VC Kanti                      | Volleyball Franches-Montagnes |
| 2008 mer information |               | Volley Köniz                  | Sm'Aesch Pfeffingen           |
| 2010 mer information |               | Voléro Zürich                 | Volley Köniz                  |
| 2010 mer information |               | Voléro Zürich                 | NUC Volleyball                |
| 2011 mer information | Köniz         | Voléro Zürich                 | NUC Volleyball                |
| 2015 mer information | Zürich        | TS Volley Düdingen            | Volley Köniz                  |
| 2016 mer information | Fribourg      | Voléro Zürich                 | Sm'Aesch Pfeffingen           |
| 2017 mer information | Fribourg      | Voléro Zürich                 | Sm'Aesch Pfeffingen           |
| 2018 mer information | Muri bei Bern | NUC Volleyball                | Sm'Aesch Pfeffingen           |
| 2019 mer information | Gümligen      | NUC Volleyball                | Sm'Aesch Pfeffingen           |
| 2020 mer information | Gümligen      | Sm'Aesch Pfeffingen           | NUC Volleyball                |
| 2021 mer information | Gümligen      | NUC Volleyball                | VC Kanti                      |
| 2022 mer information | Muri bei Bern | NUC Volleyball                | Voléro Zürich                 |
| 2023 mer information | Muri bei Bern | NUC Volleyball                | TS Volley Düdingen            |

## Medaljörer
| Pos. | Lag                           | Guld | Silver |
| ---- | ----------------------------- | ---- | ------ |
| 1    | Voléro Zürich                 | 6    | 1      |
| 2    | NUC Volleyball                | 5    | 3      |
| 3    | Volley Köniz                  | 2    | 3      |
| 4    | Sm'Aesch Pfeffingen           | 1    | 5      |
| 5    | VC Kanti                      | 1    | 3      |
| 6    | TS Volley Düdingen            | 1    | 1      |
|      | Volleyball Franches-Montagnes | 1    | 1      |